# Електрометалургійний завод у Даммамі (Al Qaryan)
Електрометалургійний завод у Даммамі (Al Qaryan) – підприємство чорної металургії Саудівської Аравії, яке діє у індустріальній зоні на південно-західних околицях Даммаму та належить Al Qaryan Steel Company.
В 2016 (за іншими даними – 2017) році на майданчику заводу ввели в дію сталеплавильне виробництво річною потужністю 300 тисяч тон сортової заготовки, до основного обладнання якого відносяться:
- чотири індукційні печі;
- піч-ківш;
- машина безперервного виливу сортової заготовки.
Продукція заводу споживається в середині країни, а також може постачатись на експорт, наприклад, до Йорданії та Бахрейну.
Власниками Al Qaryan Steel Company є Al Qaryan Group (75%) та Al Wabel for Trading and Industry (25%).